# Rottland (Engelskirchen)
Rottland ist eine Ortschaft in der Gemeinde Engelskirchen im Oberbergischen Kreis in Nordrhein-Westfalen in Deutschland.

## Lage und Beschreibung
Der Ort liegt im Südwesten von Engelskirchen an der Grenze zum Rheinisch-Bergischen Kreis. Nachbarorte sind Heide, Distelhaus, Hintersteimel, Hülsen und Niederhof.

## Geschichte
In der Karte Topographische Aufnahme der Rheinlande von 1825 ist der Ort unter der Schreibweise „Rotland“ auf umgrenztem Hofraum mit zwei voneinander getrennten Gebäudegrundrissen verzeichnet.